# Raymond Gaspard de Bonardi de Saint-Sulpice
Raymond Gaspard de Bonardi de Saint-Sulpice, (1761 - 1835) a fost un general francez, remarcabil comandant de cavalerie grea, ce s-a remarcat inițial sub comanda excelentului comandant de cuirasieri d'Hautpoul, față de care a legat o prietenie apropiată. General de brigadă în 1805, în divizia a 2a de cuirasieri a lui d'Hautpoul, Saint-Sulpice are un rol important în înfrângerea cavaleriei inamice. Va juca un rol important în campaniile din 1806 și 1807, când, a fost nevoit să preia comanda diviziei a 2a de cuirasieri, după ce d'Hautpoul a fost rănit mortal la Eylau. În calitate de general de divizie, Saint-Sulpice se remarcă în multe dintre bătăliile importante ale Imperiului, în special la Bătălia de la Aspern-Essling, unde a fost rănit.  